# Asahi Pentax S1a
Die Asahi Pentax S1a ist eine Kleinbildkamera der Asahi Optical K.K. 1962 brachte Asahi Optical K.K mit der Pentax S1a den Nachfolger der Pentax S1 heraus. Ausgeliefert wurde sie mit dem Super Takumar 1:2 / 55mm. Die Kamera wurde bis 1968 produziert.

## Allgemeines
Bei der Asahi Pentax S1a handelt es sich um eine einäugige Kleinbild-Spiegelreflexkamera der japanischen Firma Asahi Optical K.K. für 135er-Film. Auf dem amerikanischen Kontinent wurde sie unter der Marke Honeywell H1a vertrieben. Sie verfügt über keinen eingebauten Belichtungsmesser und keinen Zeitauslöser. Sie hat eine halbautomatisch gekuppelte Blendensteuerung.
Wie auch schon bei den Vorgängermodellen wurde als Objektivanschluss das M42 x 1 Schraubgewinde mit einem Auflagemaß von 45,46 mm eingesetzt.

## Daten und Ausstattungsmerkmale

### Bedienelemente
Auf der Oberseite der Kamera befindet sich auf der rechten Schulter das Zeitenwählrad mit den Zeiten von 1 s bis 1/500 s (die 1/1000 s ist nicht markiert aber über der 1/500 s vorhanden), Bulb für Langzeitbelichtungen und einer mit x gekennzeichneten Zwischenstellung als Blitzsynchronzeit mit 1/50 s. Links vorne davon befindet sich ein Signalfenster zur Bereitschaftsanzeige wenn die Kamera gespannt ist. Rechts vom Zeiteneinstellrad befindet sich der Film-Schnelltransporthebel mit eingebautem Bildzählwerk. Zwischen dem Zeitrad und dem Transporthebel befindet sich der Auslöser.
Auf der linken Schulter befindet sich die Filmrückspulkurbel mit einem ISO-Wahlrad als Merkscheibe für die Empfindlichkeit des Films. Auf der linken Seite des Spiegelkasten befinden sich 2 PC-Blitzsynchronbuchsen. Die obere ist für die FP-Synchronisation, die untere für die x-Synchronisation. Auf Unterseite befinden sich der Rückspülknopf und die Stativanschlussbuchse mit 1/4″-BSW-Gewinde.

### Verschluss
Der Verschluss ist ein Tuchschlitzverschluss, der horizontal abläuft. Der Verschluss wird mechanisch gesteuert und erlaubt Verschlusszeiten von 1/1000 s bis 1 s, 1/50 s als Blitzsynchronzeit und Bulb.

### Sucher
Die Pentax S1a hat einen Pentaprismensucher mit Silberbeschichtung. Die Mattscheibe ist mit einem Mikroprismenring ausgestattet. Die Sucherabdeckung beträgt 93 % des Filmformates und bietet eine Vergrößerung von 0,82× bei einem 50-mm-Objektiv in Unendlichkeitseinstellung.

### Auslöser
Der Auslöser der Kamera ist ein mechanischer Taster mit eingelassenem Gewinde. Das Gewinde dient zum Anschluss eines Drahtauslöser oder mechanischen Zeitauslösers.

## Zubehör
Es gibt von Asahi Pentax diverses Original-Zubehör wie Aufsteckzubehörschuhe in 2 Varianten, Aufsteck-Belichtungsmesser „Pentax Meter“ in 2 Varianten, Winkelsucher, Aufstecksucherlupe, Augenkorrektur-Linsen. Ebenso führte Asahi Optical K.K zu der Zeit schon eine große Auswahl an entsprechenden Objektiven vom Takumar 17 mm Fish-Eye bis zum Extrem-Telephoto-Objektiv Takumar 1000 mm f 1:8.